# Albert Schweitzer
Albert Schweitzer, nemški evangelistični teolog, popotnik, orglavec (glasbenik), filozof, zdravnik, pisatelj in nobelovec, * 14. januar 1875, Kaysersberg, Zgornja Alzacija, Nemčija (danes Francija), † 4. september 1965, Lambaréné, Gabon. 

## Življenje in delo
Leta 1899 je postal pastor ter profesor teologije v Strasbourgu  in istočasno študiral še medicino. Leta 1913 je odšel v Gabon, kjer je v kraju Lambaréné ustanovil bolnišnico v pragozdu v kateri je zdravil predvsem gobavost in spolne bolezni ter  organiziral zdravstveno službo za domačine, katerim je tudi sicer veliko pomagal. Denar je služil s predavanji in orgelskimi koncerti po Evropi in ZDA. Bil je velik bojevnik za mir, proti rasnemu razlikovanju in kolonializmu. Po drugi svetovni vojni je nastopal proti jedrskim poskusom. Ugled v svetu si je pridobil s svojim življenjem in ravnanjem. Leta 1952 je prejel Nobelovo nagrado za mir. Pisal je o religiji, filozofiji, zgodovini in medicini.
Evangeličanska cerkev 4. septembra praznuje njegov god.